# Bernd Römmelt
Bernd Römmelt (* 1968 in München) ist ein deutscher Fotograf und Autor.

## Laufbahn
Nach seinem Studium in Völkerkunde begann Römmelt als Fotograf und Reisejournalist zu arbeiten. Dabei fokussiert er sich auf die Alpen sowie die nördlichen Regionen wie Alaska, Kanada, Grönland, Island, Spitzbergen, Lappland und Russland.
Mehr als 30 Bildbände sind von Römmelt bereits erschienen. Seine Bilder erscheinen zudem regelmäßig in Magazinen, Zeitschriften und Kalendern.
Römmelt stellt seine Arbeiten leidenschaftlich in Live-Multivision-Vorträgen vor Ort, als auch online, vor.
Seit 2008 ist Römmelt auch im Auftrag von Greenpeace unterwegs und dokumentiert dabei auch die dramatischen Veränderungen, welche die Arktis aufgrund der globalen Erwärmung bedrohen.

## Auszeichnungen (Auswahl)
- 2002 und 2003 wurden zwei seiner Bilder von der BBC beim Naturfotowettbewerb Wildlife Photographer of the Year ausgezeichnet.[1]

## Veröffentlichungen (Auswahl)
- Nordland: Die letzte Wildnis Europas Bruckmann Verlag, 2005, ISBN 978-3-7654-4142-4
- Fünfseenland und Pfaffenwinkel. Traumblicke im Münchner Süden Rosenheimer Verlagshaus, 2006, ISBN 978-3-475-53759-2
- Hurtigruten: Die schönste Schiffsreise der Welt Bruckmann Verlag, 2006, ISBN 978-3-7654-4375-6
- Die Bayerischen Alpen Rosenheimer Verlagshaus, 2007, ISBN 978-3-475-53875-9
- Oberbayern Rosenheimer Verlagshaus, 2008, ISBN 978-3-475-53932-9
- München Rosenheimer Verlagshaus, 2008, ISBN 978-3-475-53930-5
- Bildschöne Hurtigruten Bruckmann Verlag, 2008, ISBN 978-3-7654-4783-9
- Inside Passage: Along the Wild Pacific Coast from Seattle to Alaska, 2008, ISBN 978-3-7658-1642-0
- Südtirol  Rosenheimer Verlagshaus, 2010, ISBN 978-3-475-54023-3
- Herrliches Alpenvorland – Paradies im Süden Deutschlands Rosenheimer Verlagshaus, 2010, ISBN 978-3-475-54050-9
- Die Zugspitze und das Wettersteingebirge Rosenheimer Verlagshaus, 2012, ISBN 978-3-475-54151-3
- Die Allgäuer Alpen Rosenheimer Verlagshaus, 2013, ISBN 978-3-475-54209-1
- Südtirol Rosenheimer Verlagshaus, 2013, ISBN 978-3-475-54171-1
- Traumreise durch Alaska Rosenheimer Verlagshaus, 2014, ISBN 978-3-475-54004-2
- Sagenhafte Alpen Knesebeck Verlag, 2014, ISBN 978-3-86873-658-8
- Faszinierendes Tölzer Land Rosenheimer Verlagshaus, 2015, ISBN 978-3-475-54420-0
- Bezauberndes Blaues Land Rosenheimer Verlagshaus, 2016, ISBN 978-3-475-54521-4
- Meine Münchner Hausberge   Rosenheimer Verlagshaus, 2016, ISBN 978-3-475-54575-7
- Polarlichter: Sonnenzauber am Nachthimmel Knesebeck Verlag, 2016, ISBN 978-3-86873-943-5
- Im Bann des Nordens: Abenteuer am Polarkreis Knesebeck Verlag, 2017, ISBN 978-3-86873-988-6
- Heimat – Das bayerische Alpenvorland: Fotografie vor der Haustür Tecklenborg, 2019, ISBN 978-3-944327-70-9
- Naturwunder Bayerische Alpen Knesebeck Verlag, 2021, ISBN 978-3-95728-411-2
- Jäger des Lichts: Leidenschaft Naturfotografie Knesebeck Verlag, 2023, ISBN 978-3-95728-713-7